# Grand Prix moto de République tchèque 2019
Le Grand Prix moto de République tchèque 2019 est la 10e manche du championnat du monde de vitesse moto 2019. 
Cette 27e édition du Grand Prix moto de République tchèque s'est déroulée du 2 au 4 août sur le Circuit de Masaryk.